# District de Baiyun (Guangzhou)
Pour les articles homonymes, voir Baiyun.
Le district de Baiyun (白云区, quartier du nuage blanc) est un quartier situé au Nord du centre-ville de Canton dans la province de Guangdong en Chine.
Situé à la périphérie de la ville, c'est essentiellement un quartier résidentiel, où les alignements de bâtiments d'habitation font penser aux cités excentrées des grandes villes françaises. Il y a cependant dans ce quartier, plusieurs lieux importants de la ville de Canton ; Aéroport international, forêt, parcs et monuments, ainsi que complexes sportifs importants.
800 000 personnes vivaient dans le quartier de Baiyun en 2005.

## Montagne du nuage blanc
Le quartier du nuage blanc doit son nom à la montagne Baiyun (白云山 montagne du nuage blanc), situé au cœur du quartier. Cette montagne est recouverte d'une forêt, comporte une source d'eau, autrefois publique, mais dont l'exploitation a été cédée à une multinationale étrangère depuis 2002, comporte quelques parcs et une vue imprenable sur la ville de Canton.

## Aéroport international
L'aéroport de Baiyun, situé dans ce quartier, est l'ancien aéroport de Canton, toujours en activité, mais limité en capacité par son unique piste. Un aéroport de plus grande envergure (4 pistes) a été ouvert en 2003 à quelques kilomètres plus au Nord de Canton.
Code AITA : CAN.